# Charlie Chaplin
Charles Spencer Chaplin (London, 16. travnja 1889. – Cousier-sur-Vevey, 25. prosinca 1977.), poznatiji kao Charlie Chaplin, engleski glumac, zvijezda nijemog filma, redatelj, scenarist i glazbenik.
Chaplin je jedan od najkreativnijih i najutjecajnijih osoba u eri nijemog filma. U svojim filmovima je nastupao kao glumac, redatelj, scenarist, producent i skladatelj glazbe. Karijera mu se protegnula na 65 godina, od kazališta u Engleskoj u kojima je nastupao kao dječak, pa skoro do smrti u 88. godini.
Njegov glavni lik bio je "Skitnica", lutalica otmjenog držanja i džentlmenskog ponašanja. Lik nosi uski kaput, prevelike hlače i cipele, polucilindar te bambusov štap, a zaštitni znak su mu potkresani brkovi.

## Djetinjstvo
Charlie Chaplin rođen je 16. travnja 1889. godine u Walworthu u Londonu. Roditelji su mu bili su zabavljači u varijeteu, a rastali su se prije nego što je Charlie navršio tri godine. Od roditelja je naučio pjevanje. Popis stanovništva iz 1891. godine pokazuje da je njegova majka, glumica Lily Harvey (Hannah Harriet Hall), živjela s Charliejem i njegovim starijim bratom Sydneyjem u ulici Barlow, u Walworthu. Kao dijete je Charlie s majkom živio i na drugim adresama u i oko Kennington Roada u Lambethu. Njegov otac Charles Chaplin stariji bio je romskog podrijetla. Bio je alkoholičar te je slabo kontaktirao sa sinom, iako su Charlie i njegov brat kratko živjeli s njim i njegovom ljubavnicom. Tamo su poslani kad im je majka doživjela živčani slom nakon čega je poslana u umobolnicu. Ljubavnica Charliejeva oca poslala ga je u školu na Kenningotn Roadu. Chaplinov otac umro je kad je Charlieju bilo dvanaest godina, 1901. godine.
Bolest grla okončala je pjevačku karijeru Chaplinove majke. Hannina prva kriza došla je 1894. godine, kada je nastupala u The Canteenu, vojnom kazalištu blizu Londona. U kazalište su obično zalazili pijanci i vojnici, a bilo je to najgore mjesto za nastup. Hannah je bila teško ozlijeđena nakon što su na nju počeli bacati razne predmete te je potjerana s pozornice. Iza pozornice, plakala je i svađala se sa svojim menadžerom. U međuvremenu, petogodišnji Chaplin izašao je na pozornicu i počeo pjevati u to vrijeme dobro poznatu pjesmu, "Jack Jones".
Hannah Chaplin ponovno je poslana u umobolnicu. Chaplin je završio u sirotištu u Lambethu u Londonu, a nakon nekoliko tjedana završio je u londonskoj školi za siromašne. Mlada braća Chaplin držali su se zajedno kako bi preživjeli. Dok su bili dječaci, odlazili su u varijete, a obojica su se dokazala na pozornici. Chaplinove rane godine očajnog siromaštva izvršile su veliki utjecaj na njegove likove. Teme u njegovim filmovima u kasnijim godinama oživit će scene njegova djetinjstva u siromašnom Lambethu.
Iako to Charlie i Sydney nisu znali, imali su polubrata preko njihove majke, Wheelera Drydena, koji je odrastao u inozemstvu s ocem. Poslije se pomirio s obitelji i radio za Chaplina u njegovom holivudskom studiju. Chaplinova majka umrla je 1928. godine u Hollywoodu, sedam godina nakon što su je sinovi doveli u SAD. Iako je kršten u Engleskoj Crkvi, Chaplin je veći dio života bio agnostik.

## Amerika
Chaplin je prvi put nastupao u Americi s glumačkom družinom Freda Karnoa od 1910. do 1912. Tada, nakon nekoliko mjeseci nazad u Engleskoj, vratio se s družinom Karno u SAD 2. listopada 1912. U družini su bili Arthur Stanley Jefferson, koji će kasnije postati poznat kao Stan Laurel (Stanlio). Chaplin i Laurel bili su cimeri u pansionu. Stan Laurel vratio se u Englesku, ali Chaplin je ostao u Americi. Krajem 1913., Chaplinov nastup s družinom vidio je filmski producent Marc Sennett, koji ga je angažirao za filmski studio Keystone Film Company. Chaplin je prvi put nastupio na filmu u komediji Making a Living, objavljenoj 2. veljače 1914.

## Pionir filmske umjetnosti
Chaplinovi prvi filmovi (1914.) bili su u produkciji Keystone Studios, gdje je kreirao svoj lik Skitnice i vrlo brzo svladao umijeće snimanja filmova. Skitnica se prvi put pojavio pred publikom u Chaplinovu drugom filmu Kid Auto Races at Venice (objavljen 7. veljače 1914.), dok je Mabel's Strange Predicament, njegov treći film, (objavljen 9. veljače 1914.) bio produciran nekoliko dana prije. Za ovaj film je Chaplin smislio i odglumio lik Skitnice. Chaplin se u svojoj autobiografiji sjetio:
"Nisam imao pojma kakvu šminku da stavim. Nije mi se svidjela odjeća novinara (u Making a Living). Međutim, na putu do garderobe pomislio sam da obučem vrećaste hlače, velike cipele, štap i polucilindar. Htio sam da sve bude kontradiktorno: vrećaste hlače - uski kaput, mali šešir - velike cipele. Nisam bio siguran želim li izgledati mlado ili staro, ali sam se sjetio da Sennet očekuje da budem mnogo stariji muškarac, pa sam dodao male brkove jer sam pomislio da će mi dodati godine bez skrivanja mog izraza. Nisam imao pojma o liku. Ali kad sam se odjenuo, odjeća i šminka su mi dali ideju kakav on treba biti. Počeo sam ga poznavati, a s vremenom sam izlazio na pozornicu kao da sam takav rođen." (Chaplin, My Autobiography, 154. str.).
Krajem godine u Keystoneu, režirao je i montirao vlastite filmove. Odmah je ostvario uspjeh kod publike. 1915. je počeo jednogodišnji ugovor sa studijom Essanay; poboljšao je vlastite vještine i unio malo kompleksnosti u jeftine komedije u Keystone-stilu. 1916. je potpisao unosan ugovor s Mutual Film Corporation kako bi producirao desetak zahtjevnijih komedija. Dali su mu gotovo potpunu umjetničku kontrolu, a snimio je dvanaest filmova u osamnaest mjeseci od kojih se neki smatraju najutjecajnijim komedijama u povijesti filma. Chaplin je poslije rekao kako mu je razdoblje u Mutualu bilo najsretnije u karijeri.
Većinu svojih filmova snimio je za Keystone, Essanay i Mutual. Nakon što je 1918. preuzeo kontrolu nad svojim produkcijama (i ostavio prikazivače i publiku da ih čekaju), poduzetnici su poslušali zahtjeve za Chaplinom prikazujući njegove stare komedije. Filmovi su prerađeni, promijenjena su im imena, a izdavani su po nekoliko puta, prvo u kazalištima, zatim za kućnu upotrebu, a u zadnje vrijeme za VHS i DVD tržište. 12 komedija iz Mutuala 1933. su čak obnovljene kao zvučni filmovi kad im je producent Amadee J. Van Beuren dodao orkestralnu glazbu i zvučne efekte. Popis desetaka Chaplinovih filmova i alternativnih verzija može se naći u knjizi Teda Okude i Davida Maska, Charlie Chaplin at Keystone and Essanay: Dawn of the Tramp.

## Kreativna kontrola
Na kraju ugovora s Mutualom, 1917., Chaplin je potpisao ugovor s kućom First National kako bi producirao osam filmova. First National producirao je i distribuirao ove filmove (1918. – 1923.), ali mu i dao potpunu kreativnu kontrolu oko produkcije. Chaplin je sagradio vlastiti holivudski studio te koristio svoju neovisnost kako bi stvorio jedinstven, bezvremenski opus koji ostaje zabavan i utjecajan. Iako je First National očekivao da će Chaplin snimiti kratke komedije kao u Mutualu, Chaplin je ambiciozno proširio većinu svojih osobnih projekata u dugometražne filmove, kao što su O desno rame (1918.), Dokoličar (1923.) i dugometražni klasik Mališan (1921.).
1919. je Chaplin zajedno s Mary Pickford, Douglasom Fairbanksom i D.W. Griffithom osnovao kompaniju United Artists. Svi oni su bježali od sve većeg utjecaja i moći filmskih distributera i financijera koji su se udruživali i stvarali holivudski studijski sustav. Ovaj potez, zajedno s potpunom kontrolom produkcije svojih filmova, osigurao je Chaplinovu neovisnost kao filmašu. Bio je jedan od čelnih ljudi studija sve do početka pedesetih.
Svi Chaplinovi filmovi pod markom United Artists su bili dugometražni, počevši s Parižankom (1923.). Taj film su slijedili klasici Zlatna groznica (1925.) i Cirkus (1928.).
Nakon dolaska zvučnog filma, snimio je Svjetla velegrada (1931.), kao i Moderna vremena (1936.) prije nego što je prešao na zvuk. Bili su to nijemi filmovi u kojima su se pojavili njegova glazba i zvučni efekti. Svjetla velegrada je vjerojatno bio savršena ravnoteža komedije i osjećajnosti. Za zadnju scenu je kritičar časopisa Life, James Agee, 1949. napisao kako je to bila "najbolja gluma ikad zabilježena na celuloidnoj vrpci".
Njegovi zvučni filmovi snimljeni u Hollywoodu bili su Veliki diktator (1940.), Gospodin Verdoux (1947.) i Svjetla pozornice (1952.).
Iako su Moderna vremena (1936.) nijemi film, u njemu se ipak govori - obično to dolazi iz beživotnih predmeta kao što su radio ili TV monitor. To je napravljeno zbog publike tridesetih koja se odvikla od nijemih filmova. Moderna vremena je bio prvi film u kojem se čuje Chaplinov glas (u besmislenoj pjesmi na kraju). Međutim, mnogi ga gledatelji smatraju nijemim filmom - i krajem te ere.
Iako su zvučni filmovi postali dominantni nakon pojave 1927., Chaplin nije htio snimati takve filmove i kroz tridesete. Smatrao je kako je film prvenstveno pantomimička umjetnost. Rekao je:
"Kretnje se općenito bolje razumiju nego riječi. Kao i kineski simboli, uvijek će značiti različite stvari ovisno o konotaciji. Poslušajte opis neke nepoznate životinje-afričke divlje svinje, na primjer. Zatim pogledajte sliku životinje i vidite kako ste iznenađeni."
Još jedan primjer Chaplinove svestranosti bila je uvodna špica za film Svjetla pozornice (1952.) na kojoj je potpisan kao koreograf, a za film Cirkus iz 1928. je otpjevao naslovnu pjesmu. Najpoznatija od nekoliko pjesama koje je skladao je Smile, za film Moderna vremena, kojoj su dodani stihovi kako bi uspješnije promovirala ponovno prikazivanje filma u pedesetima. Pjesmu je otpjevao Nat King Cole. "This Is My Song" iz Chaplinova zadnjeg filma, Grofica iz Hong Konga, bio je hit broj jedan na raznim jezicima u šezdesetima, a Chaplinova tema iz Svjetla pozornice je bila hit u pedesetima pod nazivom "Eternally". Chaplinova glazba za film Svjetla pozornice bila je 1972. nominirana za Oscara zbog odgode premijere u Los Angelesu koja je potrajala dva desetljeća.

### Veliki diktator
Njegov prvi zvučni film, Veliki diktator (1940.), bio je čin prkosa protiv Adolfa Hitlera i nacizma, a sniman je i objavljen u Sjedinjenim Državama godinu dana prije nego što je SAD napustio svoju politiku izolacionizma kako bi ušao u Drugi svjetski rat. Paulette Goddard ponovno je snimala s Chaplinom, portretiravši ženu u getu. Film je u to vrijeme opisan kao hrabar čin s obzirom na politički ambijent, zbog izrugivanja nacizmu i prikaza progona Židova. Chaplin je glumio oba glavna lika, diktatora Adenoida Hynkela, koji je očigledno temeljen na Hitleru, i židovskog brijača koji fizički podsjeća na Chaplinova Skitnicu, ali to ipak nije Skitnica. Na kraju, dva lika koja je utjelovio Chaplin mijenjaju pozicije kroz složenu radnju. Chaplin je zatim napustio komičarski lik kako bi se izravno mogao obratiti publici. Zanimljivo, Chaplin je rođen 4 dana prije Hitlera.

## Politika
Chaplinove političke simpatije su uvijek naginjale lijevo. Njegovi stavovi su se prilagođavali modernim standardima, ali u četrdesetima (u vezi s njegovim utjecajem, slavom i statusom u Sjedinjenim Državama kao stranog državljanina) su viđena kao komunistička. Njegovi nijemi filmovi prije Velike depresije nisu nosili političke teme ili poruke, ali njegovi filmovi iz tridesetih su bili više politički otvoreni. Moderna vremena opisuje radnike i siromahe u strašnim uvjetima. Posljednji dramatični govor u Velikom diktatoru, koji je neupitno bio kritičan prema nacionalizmu, i njegova javna podrška otvaranju drugog europskog fronta 1942. kako bi se pomoglo Sovjetskom Savezu u 2. svjetskom ratu bili su kontroverzni. U bar jednom od ovih govora, prema člancima u Daily Workeru, je navijestio kako bi komunizam mogao zahvatiti cijeli svijet nakon rata te ga izjednačio s "ljudskim napretkom".
Zasebno od njegovih kontroverznih govora iz 1942., Chaplin je odbio dati potporu ratnim naporima kao što je napravio za vrijeme Prvog svjetskog rata, što je dovelo do javnog gnjeva, iako su dva njegova sina služila u vojsci u Europi. Tijekom većeg dijela rata, borio se protiv teških optužbi povezanih s njegovom kratkom aferom s glumicom Joan Berry. Nakon rata, suočio se s protestima u mnogim američkim gradovima zbog crne komedije Gospodin Verdoux (1947.), u kojoj je izrazio svoje poglede na kapitalizam. Kao rezultat, Chaplinov posljednji američki filma, Svjetla pozornice, bio je manje političan i više autobiografski. Njegov sljedeći film snimljen u Europi, Kralj u New Yorku (1957.), bio je satira političkog progona i paranoje koji su ga prisilili da napusti SAD pet godina prije. Nakon ovog filma, Chaplin više nije davao javne političke izjave, rekavši kasnije kako bi komičari i klauni trebali biti "iznad politike".

## McCarthyizam
Iako je Chaplin ostvario veliki uspjeh u Sjedinjenim Državama te je bio stanovnik od 1914. do 1952., zadržao je britansku nacionalnost. Tijekom ere makartizma, Chaplin je bio optužen za "neameričke aktivnosti" i osumnjičen da je komunistički simpatizer, a J. Edgar Hoover, koji je naredio FBI-ju da vodi tajne dokumente o njemu, pokušao ga je istjerati iz zemlje. FBI-jeva kampanja protiv Chaplina se pojačala nakon njegove kampanje iz 1942. za otvaranje drugog europskog fronta u ratu, a vrhunac je dosegnula krajem četrdesetih, kad su mu kongresnici prijetili da će ga pozvati kao svjedoka na saslušanjima. To se nikad nije ni dogodilo, vjerojatno zbog straha od Chaplinove sposobnosti da ismije istražitelje. Bila je to vjerojatno mudra odluka, a Chaplin je kasnije rekao, da su ga pozvali, da bi se pojavio odjeven u kostim Skitnice.
1952. je Chaplin napustio Ameriku na ono što je trebalo biti kratki put kući u Englesku; Hoover je doznao za to i nagodio se s Imigracijskim uredom da mu ponište dozvolu za ponovni ulazak. Chaplin se odlučio ne vratiti u Sjedinjene Države, napisavši, "... Od kraja zadnjeg svjetskog rata, bio sam predmet laži i propagande od strane moćnih revolucionarnih grupa koje su, svojim utjecajem i uz pomoć američkog žutog tiska, stvorile nezdravu atmosferu u kojoj se liberali mogu izdvojiti i kazneno goniti. Shvatio sam da je praktički nemoguće nastaviti moj rad na filmu te sam se odrekao svog boravišta u Sjedinjenim Državama."
Chaplin se zatim odselio u Vevey u Švicarsku. Vratio se nakratko u Sjedinjene Države u travnju 1972., sa svojom ženom, kako bi primio Oscar za životno djelo. Međutim, u to vrijeme animoziteti prema tada starijem i apolitičnom Chaplinu su nestali, a njegov posjet bio je trijumf.

## Posljednji radovi
Posljednja dva Chaplinova filma snimljena su u Londonu: Kralj u New Yorku (1957.) u kojem je nastupio u glavnoj ulozi, te ga napisao, režirao i producirao; i Grofica iz Hong Konga (1967.), sa Sophiom Loren i Marlonom Brandom u glavnim ulogama, u kojem se Chaplin posljednji put pojavio na filmu u maloj cameo ulozi, kao konobar koji pati od morske bolesti, a kojeg je režirao, producirao i napisao scenarij.
U svojoj autobiografskoj knjizi, My Life in Pictures, objavljenoj 1974., Chaplin je odao kako je napisao scenarij za svoju najmlađu kćer, Victoriju. U filmu nazvanom The Freak Victoria je trebala glumiti anđela. Prema Chaplinu, scenarij je bio dovršen te su počele probe (u knjizi se nalazi fotografija Victorije u kostimu), ali je otkazan kad se Victoria udala. "Namjeravam ga završiti jednog dana", napisao je Chaplin; međutim, zdravlje mu se pogoršalo u sedamdesetima te je umro prije nego što se to dogodilo.
U sedamdesetima, Chaplin je skladao originalnu glazbu za svoje nijeme filmove te ih ponovno objavio. Skladao je aranžmane za sve svoje filmove koje je snimio za First National te za Mališana i Cirkus.
Jedan od zadnjih Chaplnovih kompletiranih radova, aranžman za svoj neuspješni film iz 1923., Parižanka, dovršen je 1976.

## Odnosi sa ženama
Chaplinove veze s raznim ženama bile su važan dio njegova života i karijere, u pozitivnom i negativnom smislu.

### Hetty Kelly
Hetty Kelly je bila Chaplinova prva "prava" ljubav, plesačica u koju se Chaplin zaljubio kad je imala 15 godina, dok je njemu bilo 19, kad je Kelly nastupala prije njega u londonskom varijeteu. Chaplin ju je upitao hoće li se naći s njim sljedećeg vikenda, a ona je pristala. Chaplin se ozbiljno zaljubio u nju i zaprosio je. Kad ga je odbila, Chaplin je predložio kako bi najbolje bilo da se nikad više ne vide. Bio je shrvan kad je ona pristala. Godinama kasnije, uspomena na nju postat će 'fetiš' za njega. Bio je slomljen kad je 1921. saznao da je umrla od gripe tijekom velike epidemije 1918.

### Edna Purviance
Chaplin i njegova prva velika glavna glumica, Edna Purviance, bili su u vezi tijekom produkcije njegovih filmova za Essanay i Mutual 1916. i 1917. Čini se da je romansa pukla 1918., a Chaplinov brak s Mildred Harris krajem 1918. otklonio je svaku mogućnost pomirenja. Purviance je nastupala kao glavna glumica u njegovim filmovima sve do 1923., a ostat će na njegovom platnom spisku sve do svoje smrti 1958. Ona i Chaplin su se uvažavali do kraja života.

### Mildred Harris
3. listopada 1918., 29-godišnji Chaplin oženio se s 16-godišnjom popularnom dječjom glumicom, Mildred Harris. Do braka je došlo nakon što je Harrisova ustvrdila da je trudna, što se pokazalo lažnim. Imali su jedno dijete, Normana Spencera Chaplina (poznatog kao "Mali miš"), koji je umro u ranom djetinjstvu; razveli su se 1920. Tijekom razvoda, Chaplin je tvrdio da je Harris imala lezbijsku aferu s poznatom glumicom u to vrijeme, Allom Nazimovom, koja je bila poznata po zavođenju mladih glumica. Harris je uzvratila tvrdnjom da je Chaplin seksualni ovisnik.

### Pola Negri
Chaplin se našao u vrlo javnoj vezi s glumicom Polom Negri, s kojom je bio i zaručen. Negri je bila poljska glumica koja je nedugo prije toga stigla u Hollywood. Burne zaruke koje su se svako malo prekidale pa nastavljale, okončane su nakon nekih devet mjeseci, ali su nagovijestile moderne stereotipe o vezama holivudskih zvijezda. Chaplinova javna veza s Negri bila je jedinstvena u njegovom javnom životu. Svoje druge veze je pokušavao održati diskretnima i privatnima (obično neuspješno). Mnogi biografi zaključili su kako mu je veza s Negri poslužila kako bi privukao pozornost.

### Marion Davies
1924. je Chaplin imao flert s glumicom Marion Davies, pratiljom Williama Randolpha Hearsta, u isto vrijeme kad je bio u vezi s maloljetnom Litom Grey. I Davies i Chaplin bili su na Hearstovoj jahti u vrijeme misteriozne smrti Thomasa Harpera Incea. Charlie je pokušao nagovoriti da ostavi Hearsta i ostane s njim, ali ona nije htjela te je ostala s Hearstom sve do njegove smrti, 1951. Chaplin se pojavio u rijetkoj cameo ulozi u Daviesinom filmu iz 1928., Show People, a prema nekim izvorima ostao je s njom u vezi sve do 1931.

### Lita Grey
Chaplin je upoznao Litu Gray na snimanju Mališana. Tri godine poslije, s 35 godina, spetljao se s 16-godišnjom Grey tijekom priprema za Zlatnu groznicu u kojem je ona trebala nastupiti u glavnoj ženskoj ulozi. Vjenčali su se 26. studenog 1924. nakon što je ona zatrudnila (pa nije ni nastupila u filmu). Dobili su dva sina, glumca Charlesa Chaplina mlađeg (1925. – 1968.) i Sydneyja Earle Chaplina (1926. - 2009. ). Brak je bio katastrofa jer su im se karakteri dosta razlikovali. 1928. su se razveli, a Chaplin je morao platiti 825 tisuća dolara, što je tada bio rekord, uz gotovo milijun dolara sudskih troškova. Od stresa senzacionalnog razvoda i prepirke oko plaćanja federalnog poreza, Chaplin je posijedio.

### Georgia Hale
Zamjena za Litu Grey na Zlatnoj groznici bila je Georgia Hale. U dokumentarcu Unknown Chaplin, u intervjuu iz osamdesetih, ona je izjavila da se divila Chaplinu još od djetinjstva i da su tada 19-godišnja glumica i Chaplin počeli vezu koja se nastavila još nekoliko godina, koju je opisala u svojim memoarima, Charlie Chaplin: Inmate Close-Ups. Tijekom produkcije Chaplinova filma Svjetla velegrada od 1929. do 1930., Hale je pozvana da zamijeni Virginiju Cherrill u ulozi prodavačice cvijeća.

### May Reeves
May Reeves je angažirana za Chaplinovu tajnicu na njegovom dužem putu po Europi 1931. i 1932., a trebala je čitati njegova pisma. Radila je samo jedno jutro, a kad se upoznala s Chaplinom, zaslijepila ga je. May je postala njegova pratilja i ljubavnica na putovanju, što nije bilo po volji njegovu bratu Sydu. Kad se Reeves spetljala i sa Sydom, Chaplin je okončao vezu, ona je napustila njegovo putovanje. Reeves je zabilježila njihovu kratku vezu u svojoj knjizi, "The Intimate Charlie Chaplin".

### Paulette Juliet Goddard
Chaplin i glumica Paulette Goddard bili su u romantičnoj i profesionalnoj vezi između 1932. i 1940., a Goddard je većinom živjela s Chaplinom u njegovom domu na Beverly Hillsu. Chaplin je "otkrio" Goddard i dao joj glavne uloge u Modernim vremenima i Velikom diktatoru. Često se govorilo kako nije uzeta u obzir za ulogu Scarlett O'Hare u filmu Zameo ih vjetar jer nije htjela potvrditi da se udala za njega. Nakon što je veza završila 1940., Chaplin i Goddard su javno potvrdili kako su se tajno vjenčali 1936. Ove izjave mogu biti i zajednički napor da se spriječi bilo kakva šteta karijeri Goddardove, jer je Chaplin privatno potvrdio kako se nikad nisu službeno vjenčali. U svakom slučaju, njihov zakonski brak završio je prijateljski 1942., a Goddardovoj je odobrena nagodba. Nastavila je s velikom karijerom u Paramountovim filmovima u četrdesetima, radeći nekoliko puta s Cecilom B. DeMilleom. Kasnije je, kao i Chaplin, živjela u Švicarskoj.

### Joan Barry
Chaplin je 1942. imao kratku aferu s Joan Berry, koju je imao u vidu za glavnu ulogu u planiranom filmu, ali njihova veza je završila kad ga je ona počela uznemiravati i počela pokazivati znakove ozbiljnog mentalnog poremećaja (kao i njegova majka). Chaplinova kratka veza s Berry pokazala se kao noćna mora za njega. Nakon što je dobila dijete, 1943. ga je tužila zbog očinstva. Iako su krvni testovi pokazali da Chaplin nije otac Berrynog djeteta, testovi tada nisu bili dokaz na sudu pa mu je naređeno da mora uzdržavati dijete. Ta nepravda je kasnije dovela do promjene u kalifornijskom zakonu pa su testovi postali dokaz na sudu. Federalni tužitelji su ga optužili i za ropstvo u vezi Berryjeve 1944., ali je oslobođen optužbi. Chaplinov imidž u Americi bio je teško narušen ovim senzacionalnim suđenjima. Berry je institucionalizirana 1953. nakon što je pronađena kako hoda bosa ulicama, noseći par dječjih sandala i zvečaljku, i mrmlja: "Ovo je čarolija."

### Oona O'Neill
Tijekom pravnih zavrzlama s Berry, upoznao je Oonu O'Neill, kćer Eugenea O'Neilla, te se oženio njome 16. lipnja 1943. Njemu su bile 54, a ona je tek navršila 18. Stari O'Neill je nakon braka prekinuo sve veze s Oonom, sve do svoje smrti. Činilo se da O'Neill i Chaplin daju jedno drugom ono što im je oboma nedostajalo: ona je žudila za očinskom figurom, a Chaplin je tražio njezinu odanost i potporu kad mu je opala popularnost. Brak je bio dug i sretan, s osmero djece. Imali su tri sina: Christophera, Eugenea i Michaela Chaplina i pet kćeriju: Geraldine, Josephine, Jane, Victoriju i Annette-Emilie Chaplin. Oona je nadživjela Chaplina za 14 godina, ali su joj posljednje godine bile nesretne - žalost zbog Chaplinove smrti odvela ju je prema alkoholizmu. Umrla je od raka gušterače 1991.

## Smrt
Chaplin je plivao, igrao tenis, malo pušio i rijetko pio. Međutim, njegovo zdravlje počelo se pogoršavati krajem šezdesetih, nakon završetka njegova zadnjeg filma, Grofice iz Hong Konga. U zadnjim godinama je jako oslabio te je umro u snu na Božić 1977., u Veveyju u Švicarskoj, u dobi od 88 godina. Pokopan je na groblju Corsier-Sur-Vevey u Corsier-Sur-Veveyju, Vaud. 1. ožujka 1978. njegovo tijelo je ukrala skupina poljskih i bugarskih mehaničara u pokušaju da iznude nešto novca od njegove obitelji. Plan je propao, lopovi su uhićeni, a tijelo je ponovno pokopano 11 tjedana poslije blizu Ženevskog jezera. Ovaj put je tijelo pokopano ispod debelog sloja betona kako bi se spriječili mogući ponovni pokušaji.

## Vanjske poveznice
- Službene stranice
  - Službena stranica Charlieja Chaplina
  - Chaplinov muzej
  - Chaplinov arhiv

- Biografija
  - Službena Chaplinova biografija
  - Charlie Chaplin's Golden Silence  Arhivirana inačica izvorne stranice od 5. prosinca 2012. (Wayback Machine)
  - Charlie Chaplin biography  Arhivirana inačica izvorne stranice od 1. prosinca 2006. (Wayback Machine)
  - Clown Ministry's biography of Charlie Chaplin  Arhivirana inačica izvorne stranice od 8. travnja 2013. (Wayback Machine)
  - Charlie Chaplin - Biographical Chronology
  - Charlie Chaplin - Biography - Photos - Kiera Chaplin, granddaughter of Charlie Chaplin  Arhivirana inačica izvorne stranice od 14. kolovoza 2007. (Wayback Machine)

- Filmografija
  - Charles Chaplin u internetskoj bazi filmova IMDb-u (engl.)

- Fan stranice
  - The Little Fellow: A Charlie Chaplin Fan Page  Arhivirana inačica izvorne stranice od 23. listopada 2021. (Wayback Machine)

- Ostalo
  - Obituary, NY Times, December 26, 1977 Chaplin's Little Tramp, an Everyman Trying to Gild Cage of Life, Enthralled World
  - Chaplin Review  Arhivirana inačica izvorne stranice od 29. rujna 2007. (Wayback Machine)
  - Charlie Chaplin Photo Galleries  Arhivirana inačica izvorne stranice od 19. ožujka 2008. (Wayback Machine)
  - A collection of tribute webpages to Charlie Chaplin at Classicmovies.org
  - Chaplin - An essay by Aaron Hale
  - Charlie Chaplin: A WWW Celebration
  - Charlie Chaplin FBI File
  - The TIME 100: Charlie Chaplin  Arhivirana inačica izvorne stranice od 19. lipnja 2000. (Wayback Machine)
  - Lloyd vs. Chaplin "Who's the Champeen?"